# گردون وگنر
گردون وگنر آلمانی: Gudrun Wegner (زادهٔ ۲۸ فوریه ۱۹۵۵ - درگذشته ۱۶ ژانویه ۲۰۰۵) شناگر اهل آلمان بود.